# Skomarje
Skomarje este o localitate din comuna Zreče, Slovenia, cu o populație de 189 de locuitori.